# Democrazia Cristiana (Brasile)

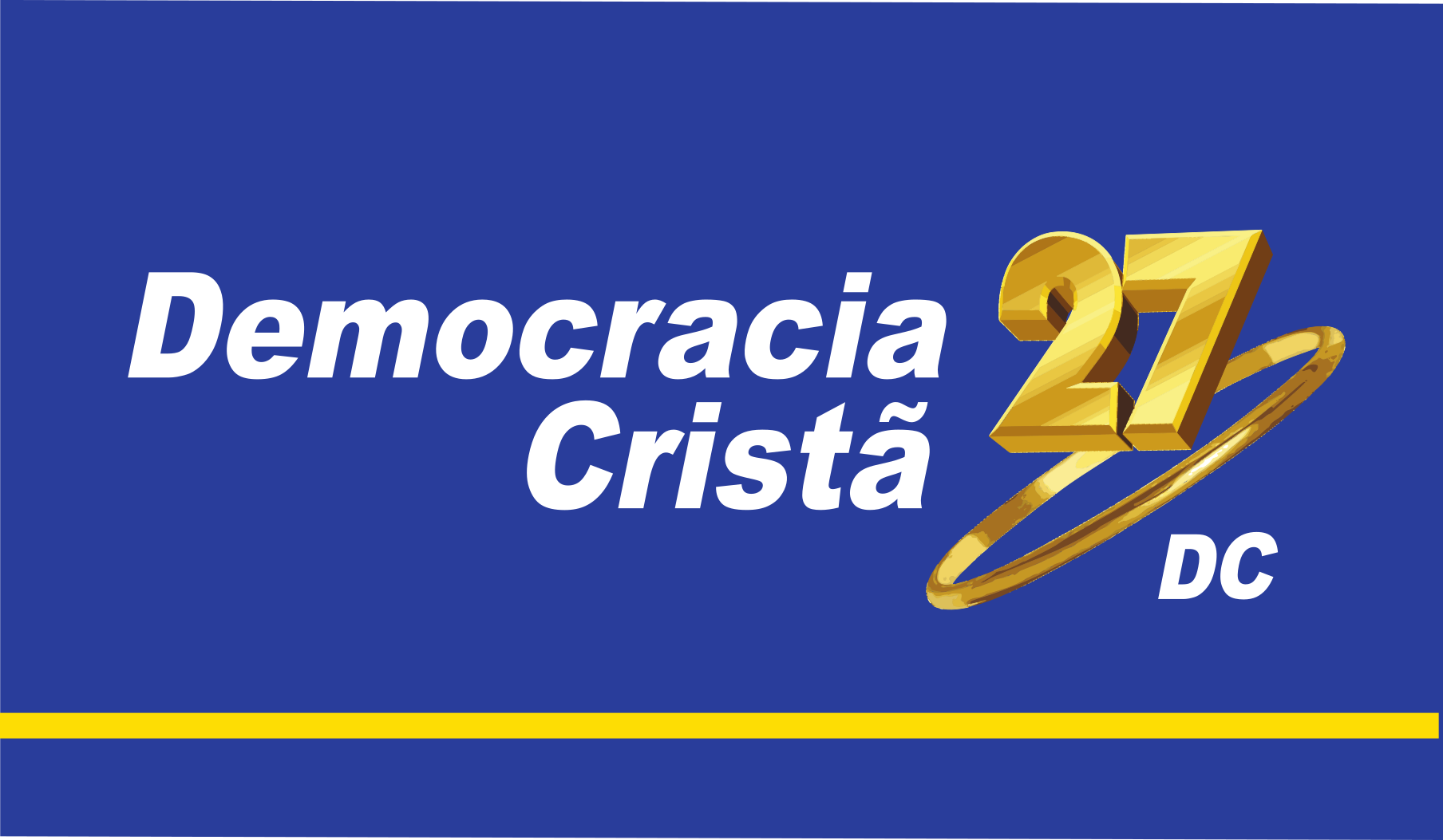
Bandiera del Partito di Democrazia Cristiana Brasiliano

La Democrazia Cristiana (in portoghese: Democracia Cristã - DC), fino al 2017 Partito Socialdemocratico Cristiano (Partido Social Democrata Cristão - PSDC), è un partito politico brasiliano di orientamento conservatore-sociale fondato nel 1995 da José Maria Eymael.

## Storia
Il Partito Socialdemocratico Cristiano fu costituito nel 1995 dalla componente del Partito Democratico Cristiano contraria alla fusione col Partito Democratico Sociale, avvenuta nel 1993 e dalla quale era nato il Partito Progressista Riformatore (confluito a sua volta nel Partito Progressista Brasiliano).
Presentatosi per la prima volta alle elezioni generali del 1998, il partito è riuscito a conseguire una rappresentanza parlamentare nel 2002, nel 2014 e nel 2018; alle presidenziali ha costantemente sostenuto la candidatura di Eymanel, mai andato oltre lo 0,25% dei voti.

## Risultati
| Elezione          | Elezione | Voti    | %    | Seggi   |
| ----------------- | -------- | ------- | ---- | ------- |
| Parlamentari 1998 | Camera   | 62.057  | 0,09 | 0 / 513 |
| Parlamentari 1998 | Senato   | 114.573 | 0,19 | 0 / 27  |
| Parlamentari 2002 | Camera   | 192.546 | 0,22 | 1 / 513 |
| Parlamentari 2002 | Senato   | 29.768  | 0,02 | 0 / 54  |
| Parlamentari 2006 | Camera   | 354.217 | 0,38 | 0 / 513 |
| Parlamentari 2006 | Senato   | 53.025  | 0,06 | 0 / 27  |
| Parlamentari 2010 | Camera   | 191.835 | 0,20 | 0 / 513 |
| Parlamentari 2010 | Senato   | 73.227  | 0,04 | 0 / 54  |
| Parlamentari 2014 | Camera   | 509.936 | 0,52 | 2 / 513 |
| Parlamentari 2014 | Senato   | 31.011  | 0,03 | 0 / 27  |
| Parlamentari 2018 | Camera   | 369.386 | 0,38 | 1 / 513 |
| Parlamentari 2018 | Senato   | 154.068 | 0,09 | 0 / 54  |
| Parlamentari 2022 | Camera   | 97.741  | 0,09 | 0 / 513 |
| Parlamentari 2022 | Senato   | 94.098  | 0,09 | 0 / 27  |

| Elezione           | Candidato         | Voti    | %    | Esito                 |
| ------------------ | ----------------- | ------- | ---- | --------------------- |
| Presidenziali 1998 | José Maria Eymael | 171.831 | 0,25 | ❌ Non eletta/o (9º)  |
| Presidenziali 2006 | José Maria Eymael | 63.294  | 0,07 | ❌ Non eletta/o (6º)  |
| Presidenziali 2010 | José Maria Eymael | 89.350  | 0,09 | ❌ Non eletta/o (5º)  |
| Presidenziali 2014 | José Maria Eymael | 61.250  | 0,06 | ❌ Non eletta/o (9º)  |
| Presidenziali 2018 | José Maria Eymael | 41.710  | 0,04 | ❌ Non eletta/o (12º) |
| Presidenziali 2022 | José Maria Eymael | 16.604  | 0,01 | ❌ Non eletta/o (11º) |